# Violaciones masivas en Bosnia
Según el veredicto del Tribunal Penal Internacional para la ex Yugoslavia, durante la guerra de Bosnia las fuerzas serbias practicaron violaciones masivas entre las mujeres musulmanas de Bosnia; el Tribunal estimó que las víctimas pudieron ser entre 20.000 y 44.000 mujeres. Estas violaciones se produjeron principalmente en Bosnia oriental, durante las masacres de Foča, y en Grbavica, durante el sitio de Sarajevo. 

## Contexto
En los inicios de la guerra de Bosnia, las fuerzas serbias atacaron a la población civil no Serbia del este de Bosnia. Una vez controlada la zona, las fuerzas serbias - i.e. militares, policías, paramilitares y algunas veces, incluso, civiles serbios – saquearon o destruyeron las casas de la población bosnia, al tiempo que se capturaba, agredía o asesinaba a esta.

## Las violaciones
Un gran número de mujeres y niñas fueron encerradas en varios centros de detención donde tuvieron que vivir bajo condiciones infrahumanas. A las extremas carencias higiénicas de los locales se sumó el maltrato físico, en el que se incluía la violación practicada por determinados policías o militares serbios, cuyos superiores estaban al tanto de las mismas.
En este sentido, el jefe de las fuerzas policiales de Foča, Dragan Gagović, fue identificado personalmente como uno de los hombres que llegaba a los centros de detención para llevarse a mujeres y luego violarlas. 
En Foča, precisamente, se habilitaron diversos lugares para realizar esas violaciones; mientras permanecían en esos sitios las mujeres eran violadas constantemente. Con el nombre de “casa de Karaman” se conocía uno de ellos, donde llegó a haber menores de hasta 12 años de edad.
Las mujeres musulmanas eran escogidas específicamente para ser violadas. Por ejemplo, las niñas y mujeres elegidas por el criminal de guerra Dragoljub Kunarac, o por sus hombres, eran llevadas a una casa ubicada en la calle Osmana Đikić, número 16. Allí eran violadas por ellos mismos. Algunas de estas niñas tenían solo 14 años de edad y muchas de ellas eran sacadas de centros de detención y retenidas largos periodos de tiempo para ser sometidas a violaciones.
Otro condenado por el ICTY, Radomir Kovač, se hizo con cuatro niñas de las que violó repetidamente en su propio apartamento, violando en varias ocasiones a tres de las mismas. Kovač invitaba a sus amigos al apartamento y, algunas veces, permitía que ellos abusaran de una de ellas. Kovač también vendió a tres de las niñas. Antes de la venta, Kovač entregó a dos de estas niñas a unos soldados serbios para que abusaran de ellas, por un período de más de tres semanas antes de que se las devolvieran, procediendo a vender a una y entregar a la otra a unos conocidos suyos.

## Personas condenadas por crímenes relacionados con abusos sexuales
Condenados por el Tribunal Penal Internacional para la ex Yugoslavia:
- Dragoljub Kunarac, condenado a 28 años de prisión.
- Radomir Kovač , condenado a 20 años de prisión.
- Zoran Vuković , condenado a 12 años de prisión.
- Milorad Krnojelac, condenado a 12 años de prisión.
- Dragan Zelenović, se declaró culpable, condenado a 15 años de prisión.

Condenados por la Corte de Bosnia y Herzegovina:
- Radovan Stanković, condenado a 20 años de prisión; escapó pero fue nuevamente capturado.
- Neđo Samardžić, condenado a 24 años de prisión.
- Gojko Janković, condenado a 34 años de prisión.

## Repercusiones
Tras la Guerra de Bosnia las violaciones fueron reconocidas por primera vez como un arma de guerra, empleada como herramienta de limpieza étnica y genocidio.

### Películas relacionadas
Estos sucesos inspiraron varias películas:
- The Abandoned
- Calling the ghosts
- Grbavica
- The Death of Yugoslavia en Internet Movie Database (en inglés). - Part III The Struggle for Bosnia

- In the Land of Blood and Honey
- Volver a Nacer en Internet Movie Database (en inglés).
- La vida secreta de las palabras